# Nata (fiume)
Il Nata è un fiume dell'Africa meridionale. Sorge in Zimbabwe, nella provincia del Matabeleland Settentrionale, a metà strada tra Bulawayo e Plumtree, e scorre in direzione ovest verso il Botswana, dove, dopo un percorso di circa 330 chilometri, si riversa nella parte nord-orientale della salina di Sua Pan, nel complesso delle saline del Makgadikgadi Pan.